# Wohn- und Wirtschaftsgebäude Worthstraße 1

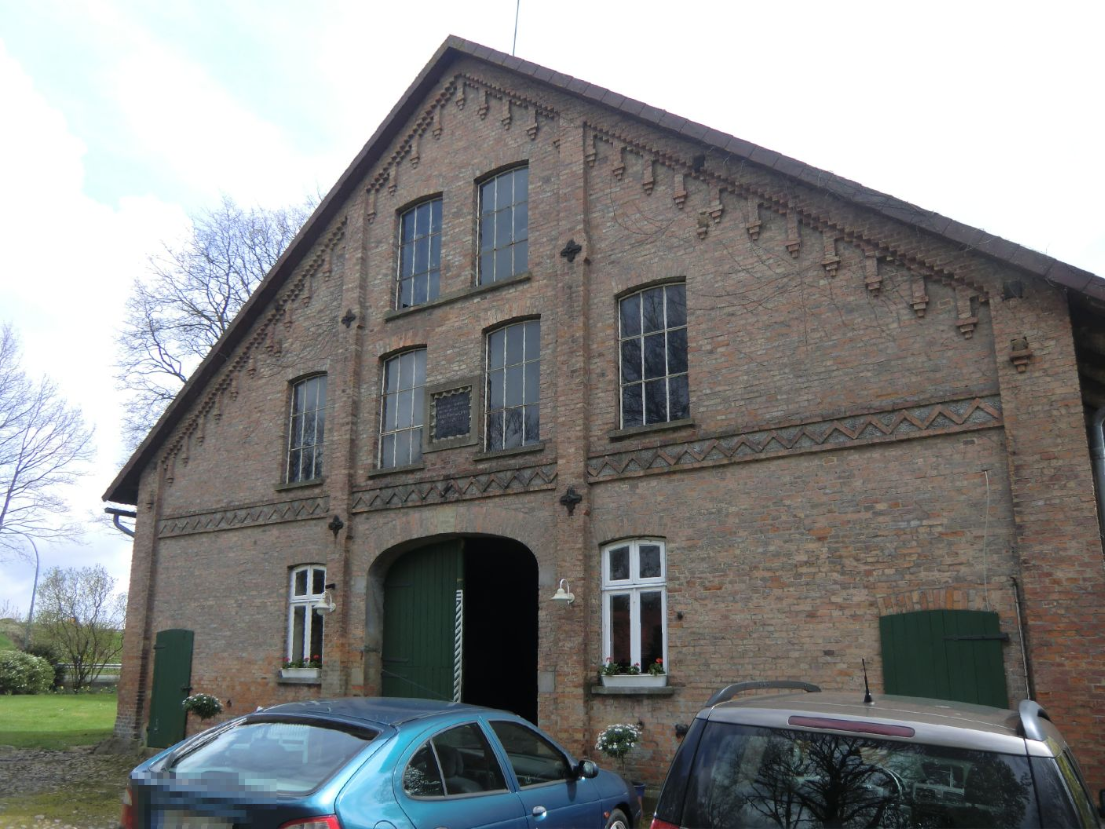
Westgiebel (2012)

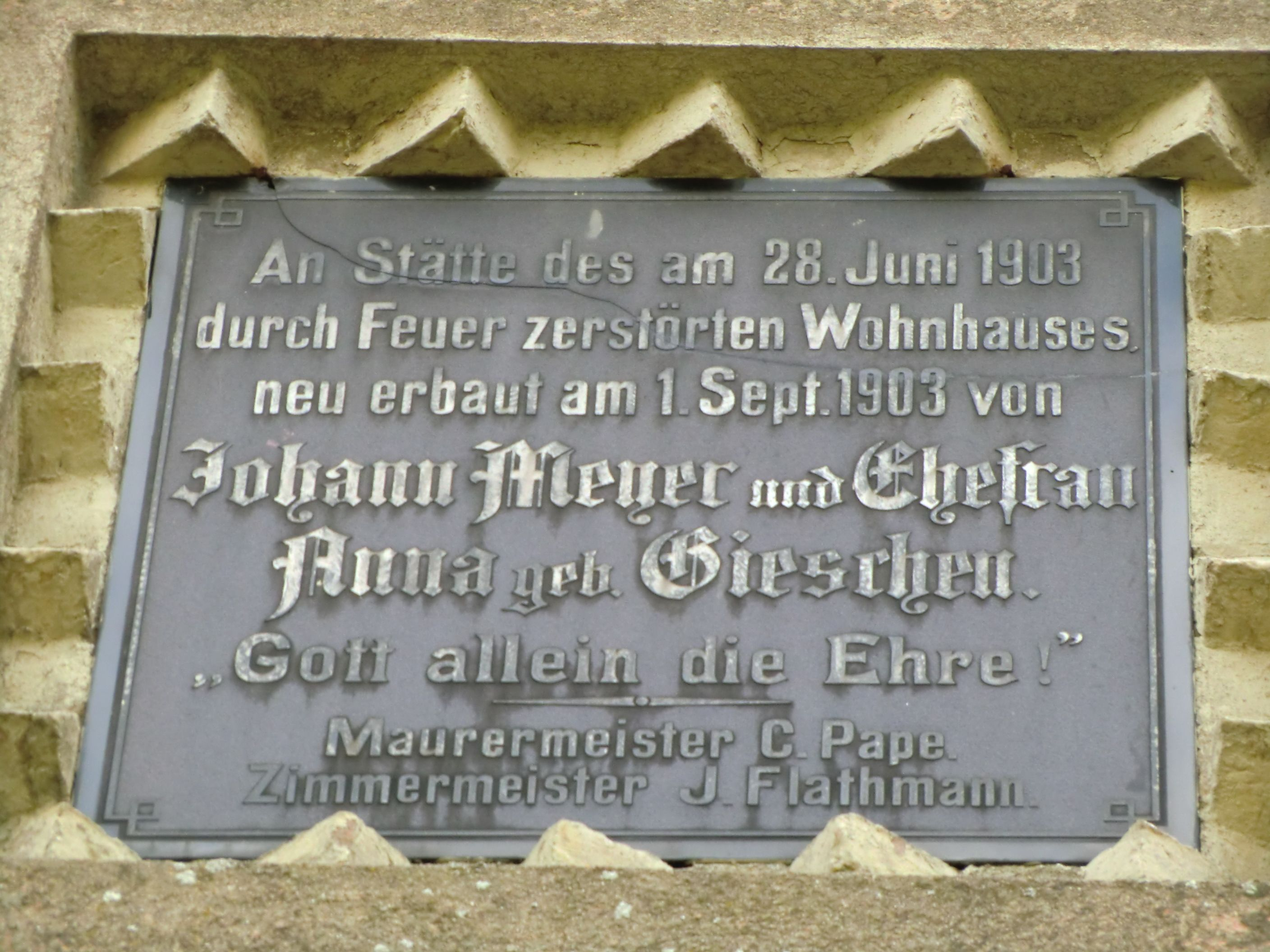
Inschriftentafel am Westgiebel

Das Wohn- und Wirtschaftsgebäude Worthstraße 1 in der niedersächsischen Gemeinde Gnarrenburg, Ortsteil Karlshöfen, wurde am Anfang des dritten Drittels des 19. Jahrhunderts gebaut. Aktuell (2025) wird es zum Wohnen und wohl gewerblich genutzt.
Das Gebäude steht unter Denkmalschutz (siehe auch Liste der Baudenkmale in Gnarrenburg).

## Geschichte und Beschreibung
Der Ort Karlshöfen aus sächsisch-karolingischer Zeit liegt vier Kilometer südöstlich des Kernortes Gnarrenburg und gehört zum Landkreis Rotenburg (Wümme).
Das eingeschossige traufständige Gebäude als Hallenhaus in Backstein, mit ziegelgedecktem Satteldach und Grooter Door mit Segmentbogen wurde 1867 (Inschrift) gebaut. Nach einem Brand erfolgte 1903 der Wiederaufbau für Johann Meyer und Ehefrau Anna (Inschrift). Es wurde mit Segmentbogenfenstern, Gurt- und Ortganggesimsen und Lisenen gestaltet. Erhalten blieb auch das kleinteilige Feldstein-Hofpflaster.
Das Landesdenkmalamt befand u. a.: „… massive[s], große[s], hallenhausähnliche[s] Wohn-/Wirtschaftsgebäude ….“